# 馬嘉植
馬嘉植（？—？），字培元，號木山，浙江嘉興府平湖縣人。明朝政治人物。

## 生平
天啓七年（1627年）丁卯科浙江鄉試第二十八名舉人，崇禎七年甲戌科進士，授南直武進縣知縣，充平湖給諫，十五年官至吏科給事中，崇禎十五年彈劾陳新甲误国下狱，論張四知、魏照乘庸劣充位，罷之。崇禎十六年，蔣臣奏行鈔法：“經費之條，銀錢鈔三分用之，納錢銀買鈔者以九錢七分為一金，民間不用，以違法論，不出五年，天下之金錢盡歸內帑矣。”，馬嘉植疏爭之。十七年，催解浙江、南直外项出京。弘光時，转工科给事中，督饷江西、福建，馬士英嫉其亢直，外補廣東道御史，即謝事歸。葺圖于湖湄曰東臯，与郭绍仪起兵，兵败削髪为僧，名行旦，村居，自號「鐡雪道人」，苦節十數年卒。

## 家族
曾祖馬千里，增生，以子马维铭封太平知县；祖馬维铉，贡生，字鼎甫，随父九衢于孙简肃家塾，曲承父志。简肃字之曰体衢。廪饩馆榖，一无所私。课弟维铭成进士，抚孤甥陆瑞征，为之婚娶，举妻侄潘某三丧。万历庚子以贡授保昌训导，卒于官署，贈刑部郎中，祀名宦，子馬德灃、馬德澍；父馬德澍，字商雨，增广生，扶父丧归里，哀感路人。弟馬嘉楨，字允和，崇禎十二年舉人，为僧名弘任。馬嘉相，不应试。族人馬上選，号幼庵，为僧。